# Kevin Robinzine
Kevin Robinzine (Estados Unidos, 12 de abril de 1966) es un atleta estadounidense retirado, especializado en la prueba de 4x400 m en la que llegó a ser campeón olímpico en 1988.

## Carrera deportiva
En los JJ. OO. de Seúl 1988 ganó la medalla de oro en los relevos 4x400 metros, con un tiempo de 2:56.16 segundos, llegando a meta por delante de Jamaica y Alemania Occidental, siendo sus compañeros de equipo: Danny Everett, Steve Lewis, Butch Reynolds, Antonio McKay y Andrew Valmon.